# 1970年バスケットボール世界選手権
1970年FIBAバスケットボール世界選手権は1970年5月10日から24日までユーゴスラビア（現スロベニア）のリュブリャナで行われた第6回バスケットボール世界選手権。それまで南米のみで行われていた世界選手権が、初めて南米以外で開催された。また、この大会よりオリンピック中間年の開催となっている。
開催国ユーゴスラビアが初優勝を遂げた。

## 最終成績
| 1970年世界選手権 優勝国: |
| ------------------------ |
| ユーゴスラビア 初優勝    |

| 順位 | 国               |
| ---- | ---------------- |
| 2    | ブラジル         |
| 3    | ソビエト連邦     |
| 4    | イタリア         |
| 5    | アメリカ合衆国   |
| 6    | チェコスロバキア |
| 7    | ウルグアイ       |
| 8    | キューバ         |
| 9    | パナマ           |
| 10   | カナダ           |
| 11   | 韓国             |
| 12   | オーストラリア   |
| 13   | アラブ共和国     |